# 34162 Yegnesh
34162 Yegnesh è un asteroide della fascia principale. Scoperto nel 2000, presenta un'orbita caratterizzata da un semiasse maggiore pari a 2,8952914 au e da un'eccentricità di 0,0388825, inclinata di 2,84569° rispetto all'eclittica.